# Baby Blue
Albums de Badfinger
No Dice
(1970) Kansas City 1972
(1972)
Singles de Badfinger
Day After Day
(1973) Apple of My Eye
(1973)
Pistes de Straight Up
Suit Case
(07) Flying
(09)
Baby Blue est un morceau du groupe de power pop britannique Badfinger. Sorti le 6 mars 1972, c'est la huitième piste de l'album Straight Up.
En 2013, la chanson résonne avec une intensité particulière lors des instants de clôture du dernier épisode de la série dramatique américaine Breaking Bad. Elle fait ensuite son entrée pour la première fois dans les classements britanniques, atteignant la 73e place.

## Composition et enregistrement
Pete Ham écrit cette chanson pour une femme nommée Dixie Armstrong, qu'il rencontre lors de la dernière tournée américaine de Badfinger,. Le guitariste Joey Molland se souvient : « Elle vient à l'un des concerts, ils commencent à discuter et Pete l'apprécie vraiment. Je ne sais pas s'ils tombent amoureux immédiatement, mais il l'invite à nous suivre sur la route, et elle accepte. ».
Cependant, Ham finit par mettre un terme à leur relation, en partie à cause du manque d'intérêt de Dixie pour les activités d'enregistrement et de tournée de Badfinger. C'est sur une guitare acoustique que Ham compose la chanson, et Molland affirme contribuer à affiner les transitions musicales.
La chanson est enregistrée lors de sessions sporadiques qui commencent le 25 septembre 1971. Elle est retravaillée le 27 septembre avant d'être finalisée le 6 octobre 1971, lors de la dernière session d'enregistrement de l'album Straight Up,. Toutes les sessions ont lieu aux studios AIR de George Martin, sous la direction du producteur Todd Rundgren.

## Sortie
Baby Blue sort en single aux États-Unis le 6 mars 1972, dans une pochette illustrée teintée de bleu et avec un nouveau mixage. Al Steckler, le directeur d'Apple Records, estime que le morceau a besoin d'un hook plus percutant dès l'ouverture, alors il remanie la piste avec l'ingénieur du son Eddie Kramer en février 1972, en appliquant une forte réverbération sur la caisse claire pendant le premier couplet et le pont. C'est le dernier single du groupe à atteindre le top 20, se classant à la quatorzième place du Billboard Hot 100. Il atteint également la dix-huitième place en Afrique du Sud.
Cependant, le chaos qui règne au sein d'Apple Records à cette époque est clairement visible en ce qui concerne cette chanson. Alors qu'Apple Records dote le morceau d'une pochette et d'un remix pour assurer son succès, Apple reste inconscient de son potentiel commercial. Bien que le single soit assigné à un numéro de sortie pour le Royaume-Uni et qu'une date de sortie soit fixée au 10 mars 1972, Baby Blue n'est jamais réellement publié en single au Royaume-Uni,.

## Renaissance cinématographique
En septembre 2013, la chanson connaît une nouvelle vague de popularité lorsqu'elle est diffusée dans les derniers instants du dernier épisode de la série dramatique Breaking Bad,. Les écoutes en ligne augmentent immédiatement après la diffusion. Selon Nielsen Soundscan, environ 5 300 téléchargements sont effectués la nuit même de la diffusion, et la chanson apparaît dans le classement Billboard Digital Songs à la trente-deuxième place pour la semaine se terminant le 19 octobre 2013. Le guitariste Joey Molland, dernier membre survivant de la formation classique de Badfinger, exprime son enthousiasme sur Twitter quant à l'utilisation de la chanson dans Breaking Bad ainsi que dans le film de 2006 Les Infiltrés. La chanson devient l'une des plus vendues sur iTunes après la diffusion. Grâce à cela, elle entre pour la première fois dans les classements britanniques, atteignant la 73e place. Elle se classe également à la trente-cinquième place en Irlande.